# Joaquín Turina y Areal

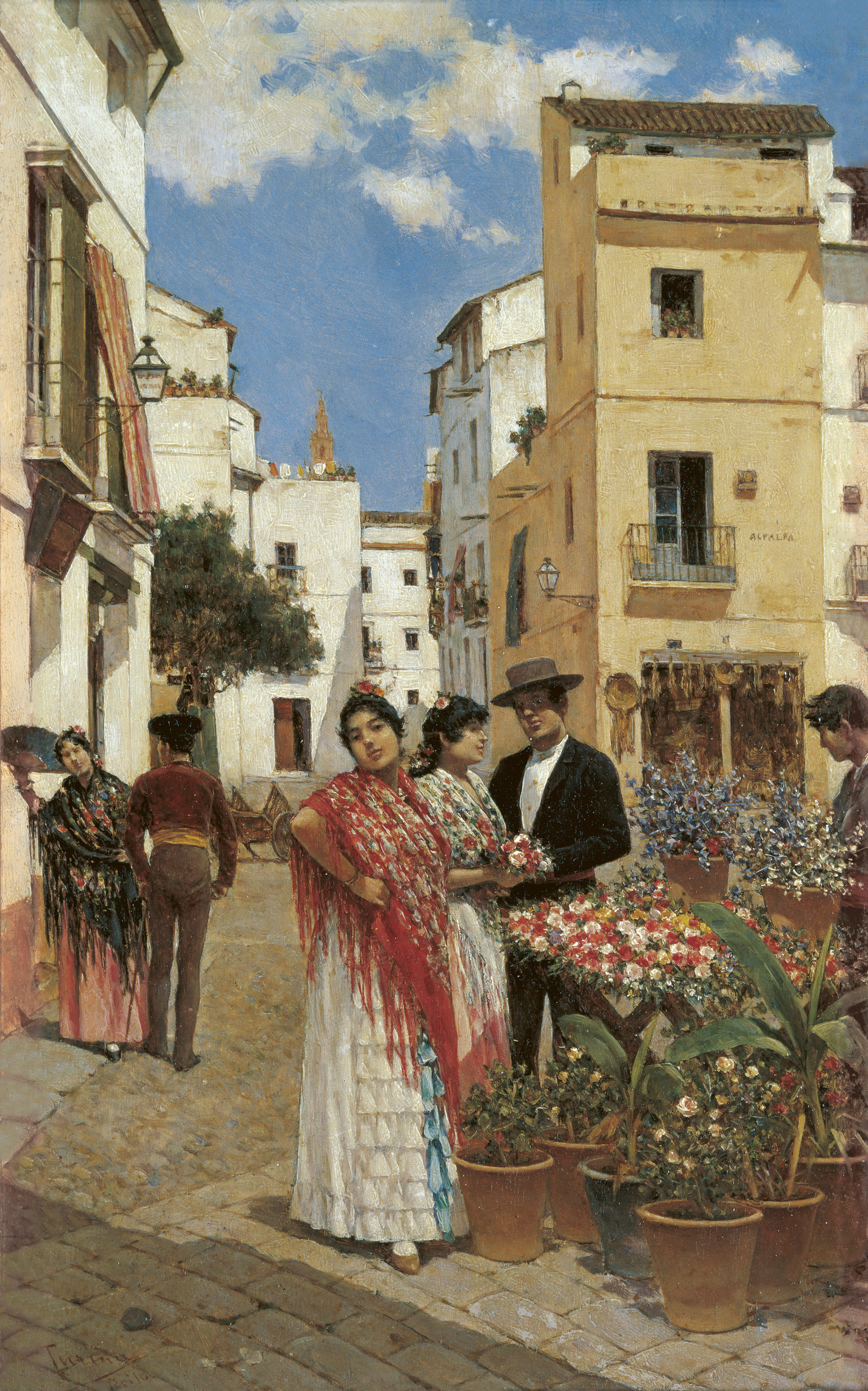
Plaza de La Alfalfa, Sevilla. Museo Carmen Thyssen Málaga

Joaquín Turina y Areal (Sevilla, 1847-ibídem, 1903) fue un pintor sevillano, padre del ilustre músico Joaquín Turina Pérez (1882-1949).

## Biografía
Se formó en la Escuela de Bellas Artes de Sevilla, participando a partir de 1879 en las Exposiciones de la capital andaluza y también de Cádiz. Su obra está centrada principalmente en la representación de escenas costumbristas, de temas históricos y también de pintura religiosa, siempre con un estilo amable y colorista, dentro de un realismo con ciertas connotaciones románticas.
Fue galardonado con Medalla de Oro en la Exposición de Cádiz de 1879. 

## Obras
- Martínez Montañés viendo la procesión de Jesús de la Pasión de Sevilla.
- El desembarco de Colón en América.
- El mercado del Postigo del Aceite de Sevilla.
- En el mercado.
- La playa de Sanlúcar de Barrameda.
- La Gitana.
- Zapatero remendón (Museo Bellver, Casa Fabiola en Sevilla)
- Plazuela sevillana.
- La sobrinita
- Está fresca
- El último día de novena
- Tarde de otoño
- Cómo se divierten
- Salida triunfal de la Maestranza de Sevilla.
- Una ronda nocturna encontrando el cadáver de D. Juan de Escobedo
- Un episodio de la sublevación cantonal de 1873
- Vanidad y pobreza
- Feliz encuentro y Murillo en su taller
- Montañas viendo pasar la procesión del Cristo de Pasión
- La entrada de Fernando III a Sevilla
- Colón desembarcando en el Nuevo Mundo[2]